# Perfect Blue
Perfect Blue (パーフェクト・ブルー Pafekuto Buru?) är en japansk animerad film från 1998 av regissören Satoshi Kon animerad av Madhouse. Filmen var Satoshis första som regissör. Filmen är baserad på en roman vid samma namn skriven av Yoshikazu Takeuchi.

## Handling
Efter en framgångsrik karriär som sångerska bestämmer sig Mima Kirigoe för att bli skådespelerska. Bytet blir dock inte lika smärtfritt som hon hoppats. Efter att ha fått en roll i ett kriminaldrama finner hon en blogg som detaljerat dokumenterar hennes liv. Samtidigt börjar någon attackera personer i hennes närhet. Allteftersom verkligheten blandas med hennes egen paranoia så börjar hon ifrågasätta sin egen identitet. 

## Röstskådespelare
- Mima Kirigoe - Junko Iwao
- Me-Mania - Masaaki Ôkura
- Rumi Hidaka - Rica Matsumoto
- Rei - Shiho Niiyama
- Yukiko - Emiko Furukawa
- Murano - Masashi Ebara
- Tejima - Hideyuki Hori
- Tadokoro - Shinpachi Tsuji
- Sakuragi - Hideyuki Hori